# Dania Nugroho
Dania Nugroho (20 febbraio 2005) è una giocatrice di badminton australiana.

## Palmarès
- Campionati oceaniani

Melbourne 2022: bronzo nel doppio femminile.
Geelong 2024: bronzo nel doppio femminile